# Lockjakt

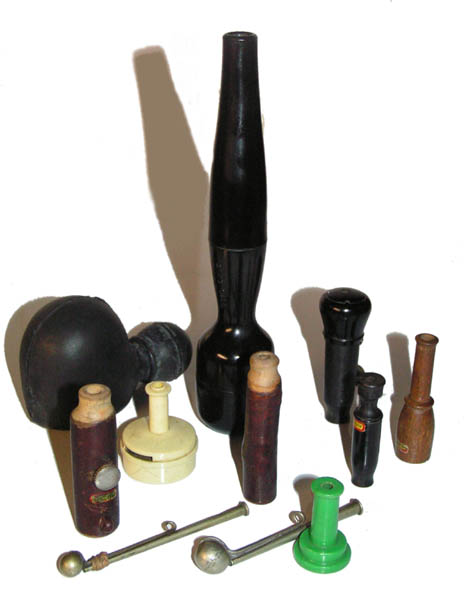
Olika slags lockpipor.

Lockjakt är en form av jakt där jägaren försöker locka viltet till sig i syfte att kunna fälla det.

## Sinnesintryck som avses påverkas vid lockjakt
Då olika vilts läten efterhärmas vid lockjakt är det hörseln som påverkas. Detta torde vara den vanliga innebörden av termen "lockjakt". Vid vissa former av jakt på fåglar kan vettar och bulvaner användas, och då påverkas viltets synintryck. Även påverkan av luktsinnet kan användas vid jakt, vilket kan vara fallet då åtel används vid jakt.

## Bakgrund

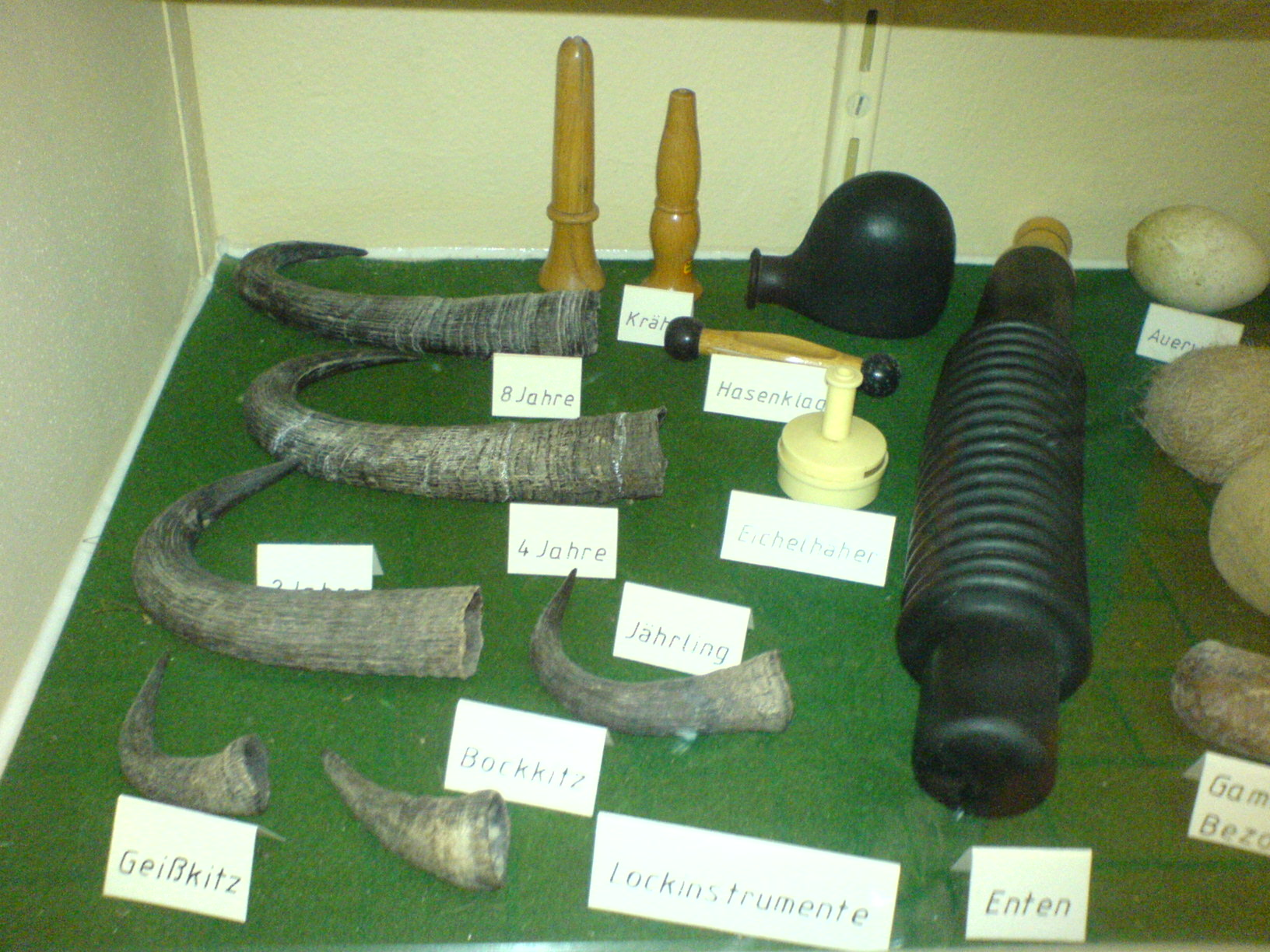
Instrument som har använts vid lockjakt.

Vid lockjakt frambringar jägaren antingen helt själv dessa läten, eller används speciella lockpipor, vilka är en form av instrument, för detta ändamål. Det fordrar övning för att kunna frambringa dessa läten så trovärdigt att viltet låter lura sig. Dessutom förutsätter utövandet av lockjakt betydande erfarenhetsmässig kunskap om viltets beteende, eftersom ett läte som i ett visst sammanhang kan locka viltet i ett annat sammanhang kan skrämma bort det. Ett stort antal vilt kan jagas med lockjakt.

## Lockjakt på olika slags vilt
Ett mycket stort antal olika typer av vilt kan jagas med lockjakt. Således används lockjakt vid jakt på högvilt, småvilt och vid fågeljakt.

### Lockjakt på älg
Vid älgjakt kan lockjakt användas under och nära inpå brunsten. Jägaren härmar då antingen kons lockläte eller tjurens brunstläte. Ofta kombineras lockjakten med vakjakt. Dessa läten frambringas av jägaren själv utan användning av några speciella lockpipor, det förekommer dock att dessa ljud förstärks i en speciell riktning, och traditionellt har näverlurar används för att åstadkomma detta. I främst Nordamerika används dock en tredelad lockpipa vilken kallas för "Magnumflöjt" för lockjakt på älg.

### Lockjakt på björn
Lockjakt på björn torde främst ha utövats i Nordamerika. I stort sett skall samma läten ha använts som vid lockjakt på älg, då syftet skall ha varit att locka till sig björnar vilka ville komma åt en lättfångad älg.

### Lockjakt på rådjur
För lockjakt på rådjur används ett flertal olika lockpipor av trä vilka kan efterhärma olika läten som rådjur kan avge, dessa kan således ses som högst specialiserade typer av träblåsinstrument. Vissa av dessa kan variera sin ton genom ett vridbart reglage. Det finns även lockpipor av gummi där jägaren åstadkommer ljudet genom att trycka med tummen. Även dessa fordrar dock övning så att ljudet blir naturtroget. 

### Lockjakt på räv
Speciellt ungrävar kan jagas effektivt genom att jägaren härmar sorkar och skogsmöss fina, pipande läte. Detta kan göras genom att blåsa ut luft genom spända läppar, eller genom att använda speciella lockpipor. Det kan även vara effektivt att härma de ångestskri som harar eller kaniner kan avge för att locka räv.

### Lockjakt på järpe
Äldre tiders lockpipor för järpe var stöpta i bly, men numera används andra material. Tuppen har en högre finare ton, medan hönans är lägre och mer diskret. Lockjakt är den helt dominerade formen av jakt på järpe.

### Lockjakt på kråkor
Kråkor kan bli lockade av den som kan härma deras skränande ljud. Dessa är emellertid mycket observanta, varför jägaren måste vara väl dold vid jakt på dessa fåglar.

## Lockjakt i kulturen
Råttfångaren i Hameln är en folksaga som utspelade sig i staden Hameln, som var drabbad av råttangrepp. En man som påstod sig vara råttfångare erbjöd sig sina tjänster, och denne tog fram sin flöjt och lurade ner råttorna i floden Weser där de dog.
I Mozarts opera "Trollflöjten" skall Papageno ha använt sig av lockjakt för att fånga fåglar.